# Ретро

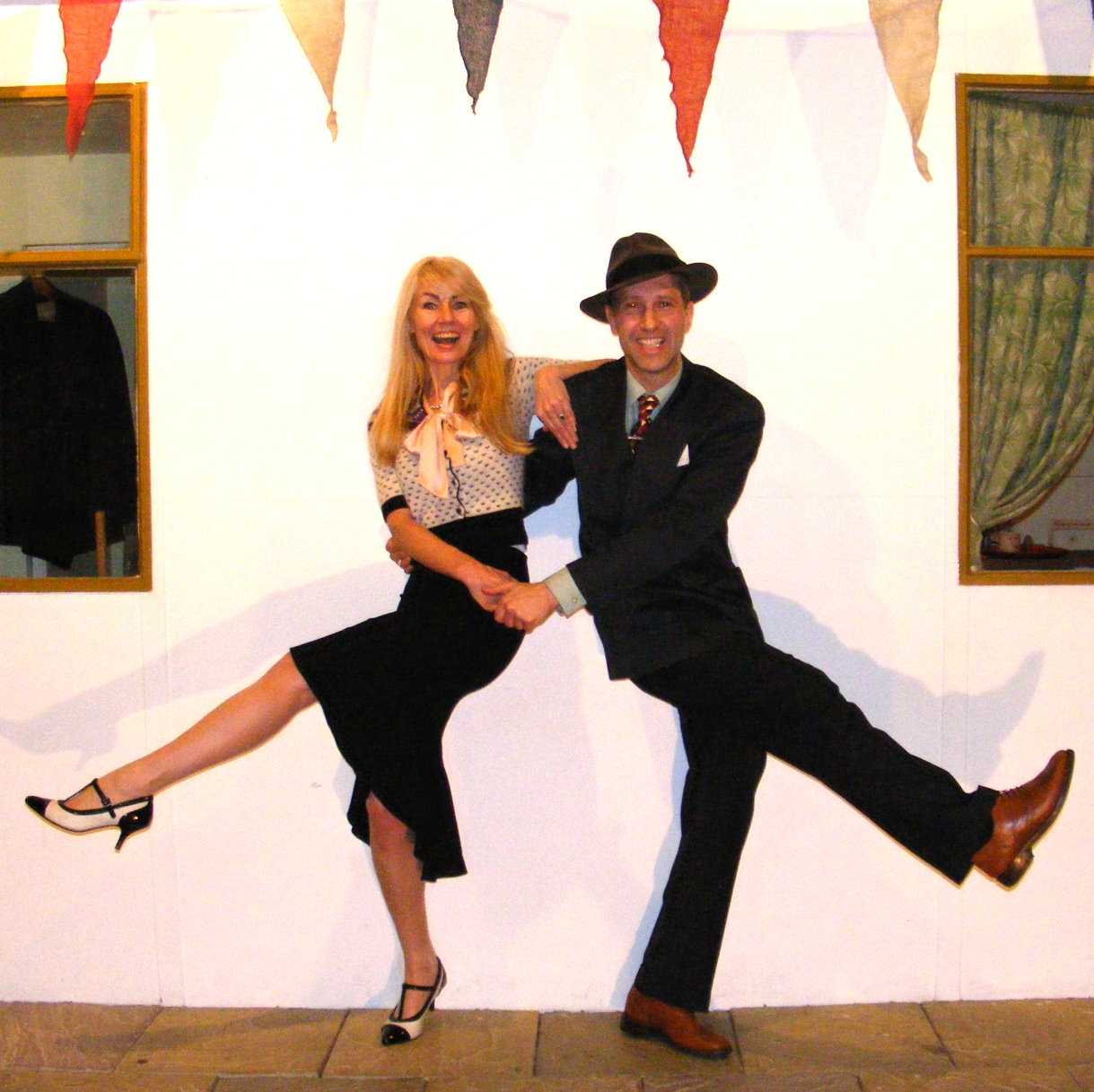
Стиль ретро в одежде

Ре́тро, также стиль ретро, ретростиль (от лат. retro «назад; обращённый к прошлому; ретроспективный») — абстрактный художественно-исторический термин, применяемый для описания различных категорий старинных вещей, имеющих некую культурную и/или материальную ценность, и, как правило, нечасто встречающихся в современной повседневной жизни с её нарочитой практичностью и стремлением к избавлению от «лишних» деталей.

## Определение

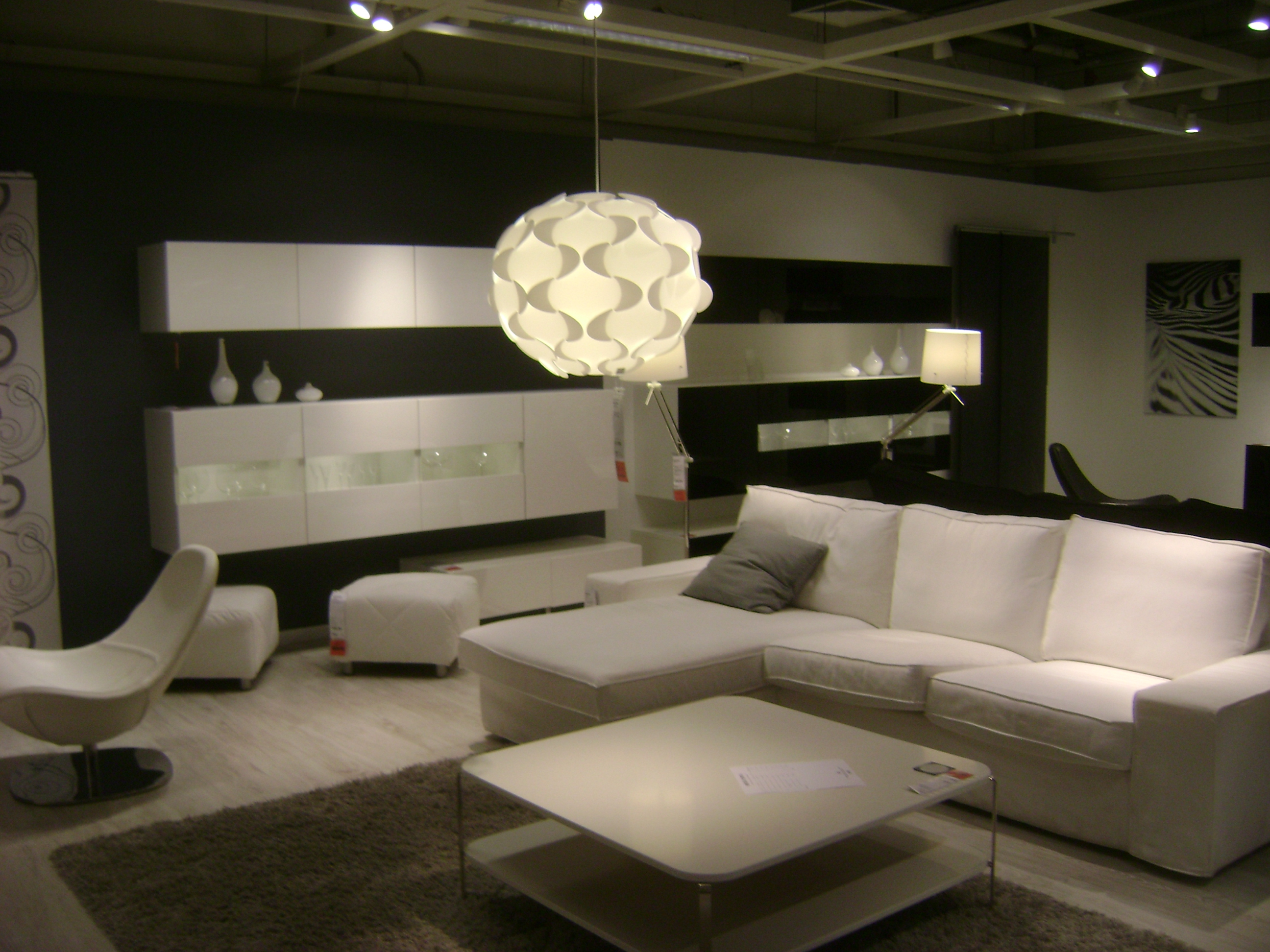
Ретролампа в стиле 70-х

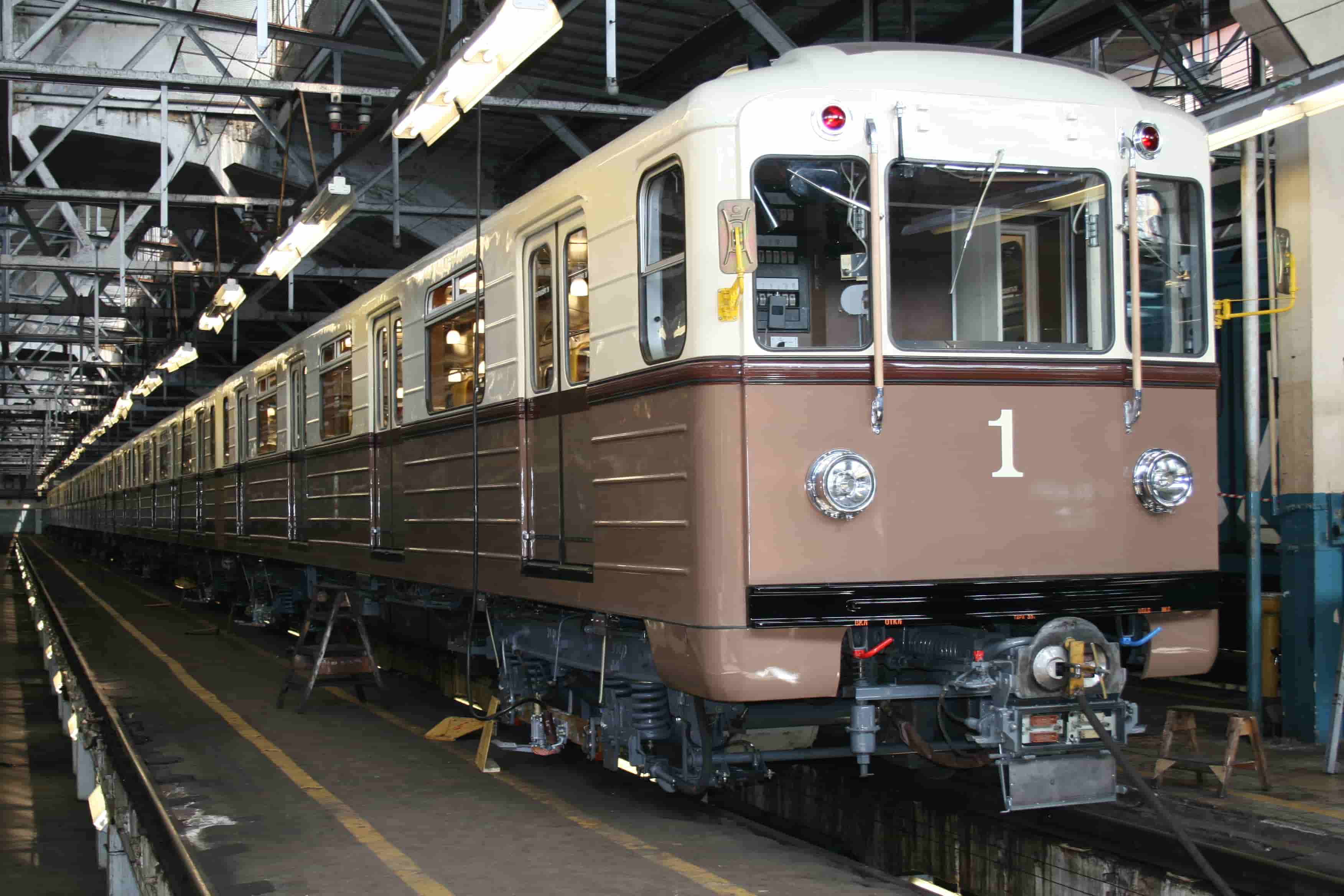
Электропоезд, выпущенный к 75-летию Московского метрополитена и стилизованный под первые вагоны метро

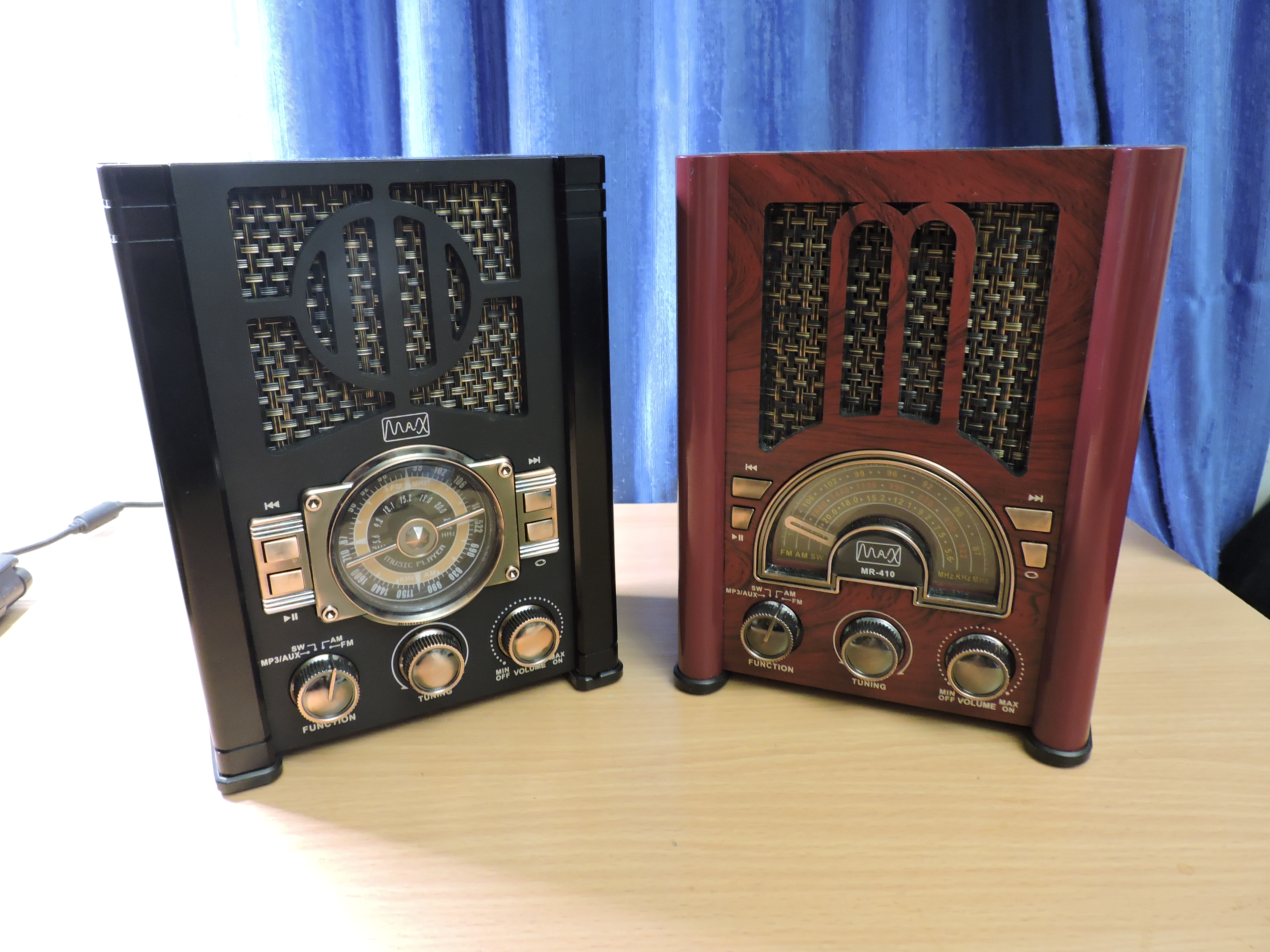
Современные радиоприёмники, стилизованные под ретро

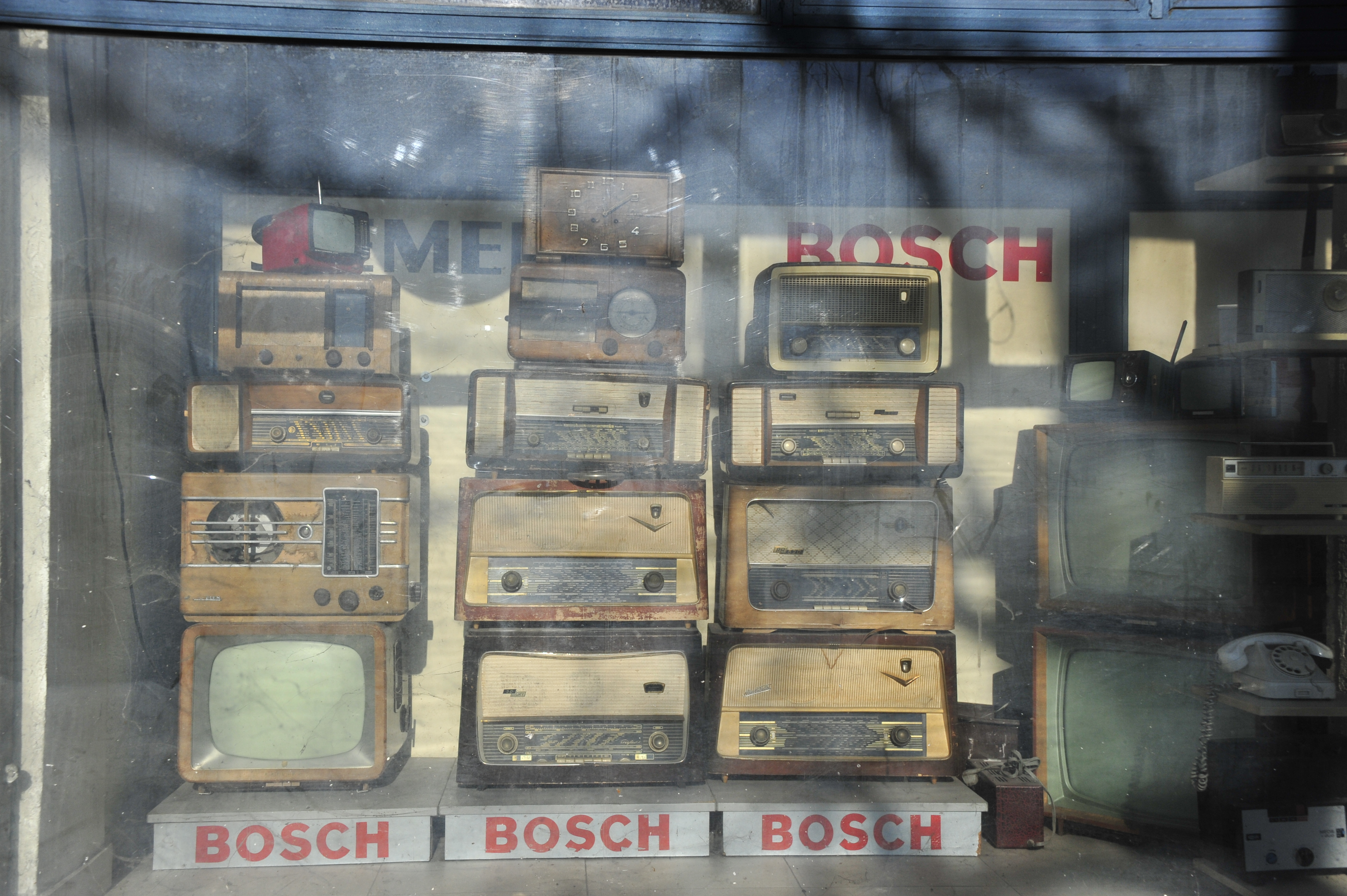
Ретро-техника (радио, ТВ)

Временные рамки стиля ретро несколько расплывчаты, но модельеры и искусствоведы относят к стилю ретро все модные направления второй половины XIX — первой половины XX века.
К предметам в стиле ретро наиболее часто относят мебель, музыку, книги, картины, плакаты, автомобили, предметы домашнего обихода и т. д. Массовое увлечение стилем ретро может охватывать не только чисто материальные объекты, но также проникать в речь и язык населения определённой эпохи. Примечательно в этом плане возрождение имперских традиций в современной России, особенно после 2000-х. Так, сейчас в России, особенно в крупных городах, очень распространена ориентация на псевдодореволюционное правописание, бытовавшее в Российской империи: использование «ъ», «ѣ» и «і» (зачастую в словах, где эти буквы даже не употреблялись), стилизованной кириллицы в вывесках типа «трактиръ» и т. д. Впрочем, ничуть не менее популярна стилизация под СССР 30-х — 50-х годов, в частности, под классические пропагандистские плакаты.